# Bernardo Strozzi

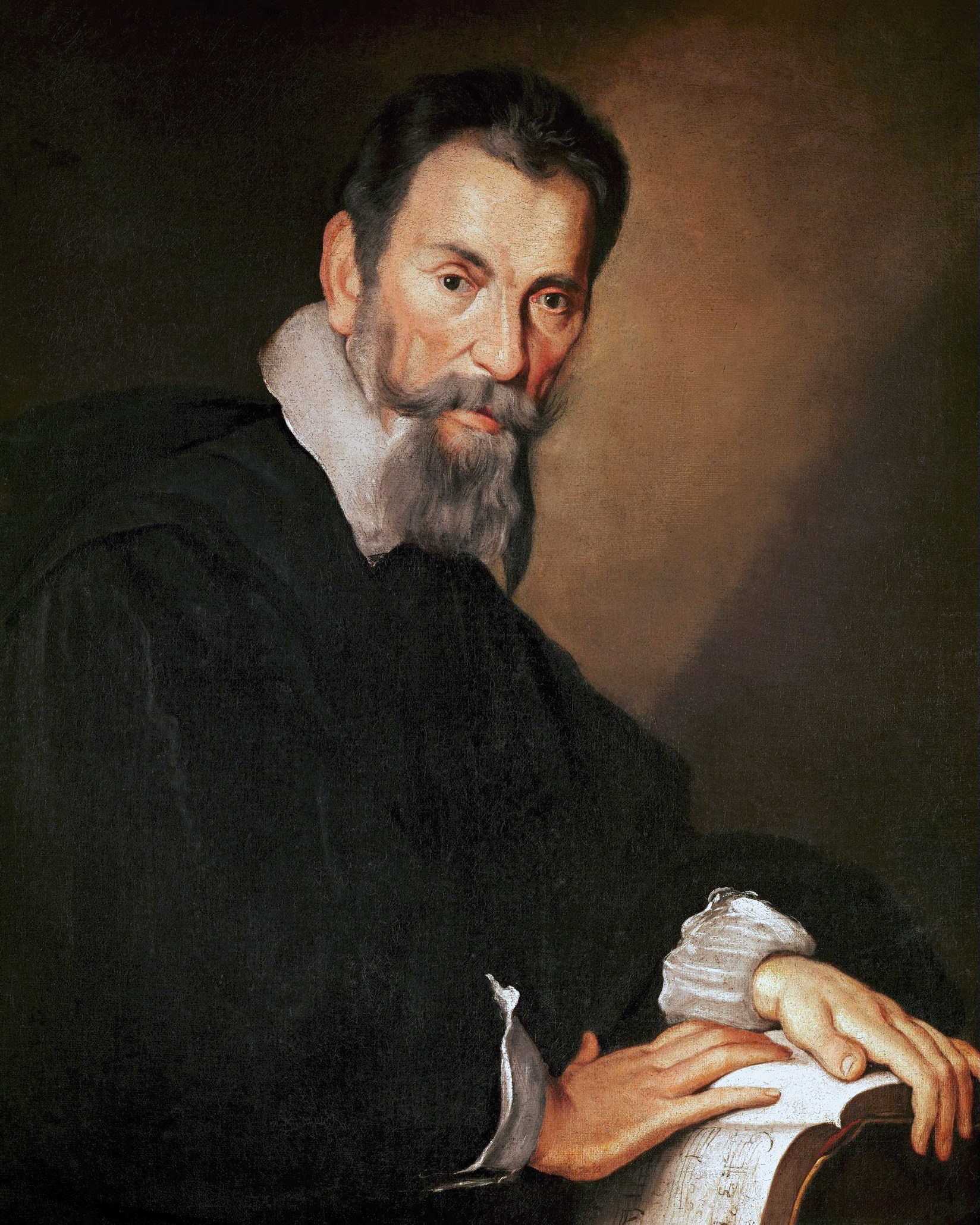
El compositor Claudio Monteverdi pintat per Bernardo Strozzi

Bernardo Strozzi (Gènova, 1581 - Venècia, 3 d'agost de 1644) fou un famós pintor naturalista italià, també anomenat Il prete genovese ('el capellà genovès') o Il cappuccino genovese ('el caputxí genovès'). La seva vida fou molt agitada; entrà en l'orde de Sant Francesc quan contava disset anys, i havent rebut les ordres sagrades, sortí del convent, per intercessió de l'Ordre, per atendre a la subsistència de la seva mare, ja anciana i d'una germana. Havent mort la primera i una vegada casada la segona, fou requerit per retornar al convent, i havent-s'hi negat, fou condemnat a tres anys de reclusió.
Els seus amics, parents i partidaris assaltaren inútilment el convent per alliberar-lo, sent traslladat a Monterosso, on encara s'hi conserva la cel·la que ocupà, decorada de frescs admirables; Strozzi aconseguí escapar-se traslladant-se a Venècia, on va viure exercint el seu sagrat ministeri i considerat com a bon pintor. Els frescs pintats per aquest artista assoleixen el vigor de les pintures a l'oli. Poden citar-se especialment, a Gènova: El paradís, en l'església de Sant Domènec; Retrat d'un bisbe, en el palau Durazzo; Josep empresonat i Sant Joan Baptista, en el palau Balbi; a Venècia: Sant Sebastià, en l'església de Sant Benet, i Sant Jeroni, en l'Acadèmia, així com altres obres.

## Llista de pintures
- Job en el femer (Ajaccio)

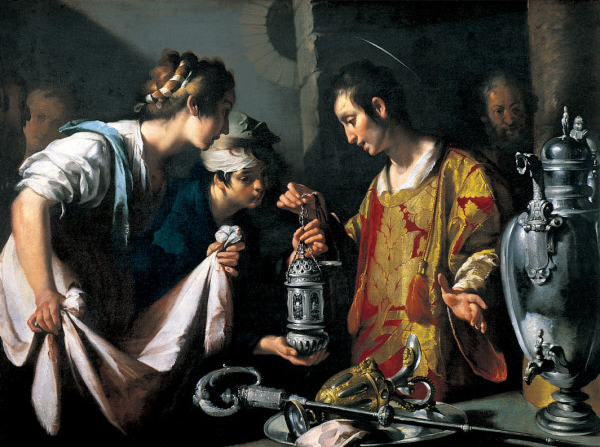
Sant Llorenç repartint riqueses de l'església.

- Retrat d'un religiós i Sant Roc (Acadèmia Carrara de Bèrgam)
- Retrat d'un oficial (Berlín)
- Retrat d'un home (Brussel·les)
- El diner del Cèsar, L'Anunciació i La Verge (Budapest)
- Mercuri i Argos (Caen)
- Sant Francesc (Cardiff)
- Crist i els Fariseus (Oslo)
- Escena de Roland furiós (Darmstadt)
- Santa Cecília (Dijon)
- La Verge i dos sants (Douai)
- Betsabé demanant a David que renuncií a la corona en favor del seu fill; Rebeca i el mosso d'Abraham en el pou; David amb el cap de Goliat; La violoncel·lista (Dresden)
- El Fariseu presentant la moneda a Jesús (Florència)
- Santa Teresa; Santa Cecília; Crist mort; Dos sants martirs; Jesús i la Samaritana; Sant Francesc; La Caritat; Un cuiner; Sant Tomàs; L'apòstol sant Pau; La Verge i el Nen Jesús; Sant Francesc i Crucifix; Verge, Nen Jesús i Sant Joan Baptista (Ginebra)
- David (Graz)
- Els deixebles d'Emàus (Grenoble)
- Sant Joan Evangelista (Hannover)
- Moises salvat de les aigües (Lilla)
- La Verge i el Nen i Sant Antoni de Pàdua amb el Nen Jesús als braços (Museu del Louvre)
- La verònica amb el Sant Sudari (Museo del Prado)
- Un Coamanador de l'Orde de Malta (Museu Brera de Milà)
- Crist i el Fariseu (Múnic)
- Guariment del paralític i Conversió del republicà (Nantes)
- Retrat d'un monjo (Nàpols)
- La caritat romana (Museu Colonna de Roma)
- Retrat d'home; Quilòn; Cap de vell representant en Licurg; Vells; Arquimedes; Pitàgores (Museu Doria Pamphily, de Roma)
- El jove Tobies guarint al seu pare i Sant Maurici (Museu de l'''Ermitage'' de Sant Petersburg)
- Sant Joan Baptista i els quatre escribes; Lot i les seves filles; Santa Catalina; Nimfa de Diana; Retrats d'home (Stuttgart)
- Sant Jeroni (Galeria Reial de Venècia)
- La Vigilància i la Paciència, el Renom i la Felicitat (sostre de la gran sala en la Llibrera Secchia, de Venècia)
- Moisès nen davant el Faraó; El dux Francesc Erizzo; Joan Baptista explica la seva missió als lletrats; Retrat d'home; El concertista de llaüt; La pobre vídua de Sarepta (Viena).